# Свята родина (Шевченко)
Свята родина — офорт Тараса Шевченка

Офорт Тараса Шевченка «Свята родина» (1858)

## Загальні дані
Офорт Тараса Шевченка «Свята родина» виконаний у травні – липні 1858 року в Петербурзі.
Під зображенням ліворуч офортним штрихом авторський напис і дата: «съ эскиза Мурильо гравир: Т. Шевченко 1858»; посередині кирилицею: «СВѪТАѪ СЄМЬѪ».
Офорт виконано за однойменною олійною картиною Б.-Е, Мурільйо, що зберігається в Державному Ермітажі в Санкт-Петербурзі.

## Історія створення
В «Щоденнику» 3 травня 1858 року Шевченко записав: 
«В Эрмитаже встретился и познакомился с знаменитым гравером Иорданом. Он слышал о моём намерении заняться акватинтой и предложил мне свои услуги в этом новом для меня деле. Обрадованный его милым, искренним предложением, я обошёл два раза все залы с целью выбрать картину для первой пробы избранного мною искусства. После внимательного обозрения остановился я на эскизе Мурильо «Святое семейство».
Перш ніж узятися до виконання замислу, Шевченко відвідував художника Йордана.
Про це свідчить запис у «Щоденику» від 4 травня 1858 року:
«Был у Иордана. Какой обаятельный, милый человек и художник и, вдобавок, живой человек, что между гравёрами редкость. Он мне [показал] в продолжение часа все новейшие приёмы гравюры акватинта, изъявил готовность помогать мне во всем, что от него будет зависеть».
Шевченко закінчив роботу над офортом «Свята родина» у липні 1858 року.

## Відбитки
В Інституті літератури імені Тараса Шевченка НАН України є  примірник офорта «Свята родина», на якому чорнилом рукою Шевченка зроблено напис: 16 іюля 1858 року. Ф.И. Черненку на пам'ять Т. Шевченко и Честаховский тут були.
На звороті цього примірника є автограф поезії Шевченка «Сон» («На панщині пшеницю жала»).
В Інституті Літератури зберігається також естамп цього офорта з дарчим написом Шевченка: 
Афанасьї АлексЂевни Лазаревской в знак глубокого уважения Т. Шевченко. 12 іюля 1858 года.
В Національному музеї Шевченка є відбиток цього офорта та пробний відтиск дзеркально-оберненого зображення першого варіанта, на звороті якого рукою М.Я.Макарова  чорнилом зроблено напис: 
Гравюра работы Т.Г.Шевченка, подаренная мнђ: В.М. Лазаревским на память послђ; смерти Шевченка. 16 марта 1887 Николай Яковлевичъ Макаровъ.

## Експонування
У 1911 році один із примірників офорта експонувався на шевченківській виставці в Москві під час днів вшанування поета в зв’язку з 50-річчям з дня його смерті, а також  на виставці художніх творів Шевченка в Києві та 1929 року — на виставці творів Т.Шевченка в Чернігові. Зараз експонат цей зберігається в Національному музеї Тараса Шевченка. 